# Сарамбейска кула
Сарамбейската кула е жилищна кула в Септември.

## История
Първият стопанин на кулата е неизвестен. Съществуват три предположения за датата на построяването ѝ – XV век, края на XVIII век и средата на XIX век. Най-вероятно това е средата на XVIII век. Последният собственик е Емин бей, син на Ахмед.
При земетресението от 1928 г. каменната зидария на кулата е сериозно повредена. Каменната зидария, дървения материал по нея и керемидите са разграбени за построяване на къщите в селото. Към 1951 г. от нея са останали част от основите ѝ.

## Архитектура
Кулата е единственият възрожденски пример с геометрично правилен кръстовиден план. Тя се състои от две части – масивна долна крепостна част и горен паянтов жилищен етаж. Общата ѝ височина е около 21 m. Долната част е с дебели каменни стени от розов камък с форма на призма. Дължината и ширината ѝ е 9,60 m, а височината около 12 m. В приземието се намира хамбарът, складово помещение и дървена стълба за горния етаж.
Жилищният етаж се състои от четири големи ъглови стаи. Свързани са с коридорни помещения с ширина около 2 m. Височината му е около 5,50 m. В средата на етажа се намира кръгла маса с пейки около нея. Над нивото на етажа между еркерите на стаите са разположени тоалетни. Кулата е водоснабдена чрез водопровод с керамични тръби с диаметър 90 mm от Родопите в района на село Семчиново. Ъгловите стаи са просторни, с камини и добре осветени с по шест прозореца. Стените са изписани, а дървените тавани са с шарки. Отвън етажът е варосан, а кривата еркерна преходна площ е боядисана в синьо. Около прозорците има каменни рамки. Етажът завършва с тухлен корниз.
Покривът е слабо наклонен, покрит с турски керемиди с тънки и декорирани глинени комини.